# شاهی‌سیون
شاهی‌سیون اصطلاحی (کاری) است که در زمان صفویان برای تفکیک طرفداران شاه و مخالفان شاه به کار می رفت. مثلا" حمزه میرزا ولیعهد شاه محمد خدابنده در تبریز دستور شاهی‌سیونی داد یعنی در شهر جار زدند که از طایفه ترکمان هر کس که فرمانبردار و هواخواه دولت صفویان است بر در دولتخانه حاضر شود و هر کس طرفدار امیرخان موصلوی ترکمان (در آن هنگام مخالف حمزه میرزا) است به قلعه او برود.